# Kwarantanna (singel)
Kwarantanna – singel polskiego rapera Kaena z gościnnym udziałem polskiej piosenkarki Eweliny Lisowskiej. Wydany 18 grudnia 2020 roku nakładem wytwórni My Music Group. Twórcami tekstu nagrania są Dawid Starejki i Ewelina Lisowska. Utwór znalazł się na dziewiątym albumie Kaena. Kompozycja została zmiksowana i zmasterowana przez Staszka Koźlika.
Do utworu powstał teledysk, który zrealizowała grupa filmowa BeLogic Studio.

## Geneza utworu i historia wydania
Ewelina Lisowska o nowej piosence opowiedziała o poranku na antenie Radia Eska:

Myślałam, że ten utwór będzie przeterminowany, a tu wprowadzili kwarantannę narodową. Zastanawiam się, jakie jeszcze pasje w sobie rozwijać. Uprawiam kickboxing, malowałam i chyba wrócę do farb.

## Teledysk
W opisie utworu opublikowanego w serwisie YouTube napisano, iż:

Ewelina Lisowska i KaeN łączą siły w utworze pt: „Kwarantanna”. Kawałek został napisany podczas pierwszego lockdown’u i jest swego rodzaju tęsknotą za normalnością.

## Lista utworów
- Digital download

1. Kwarantanna” – 3:11